# Palácio de Gunnebo

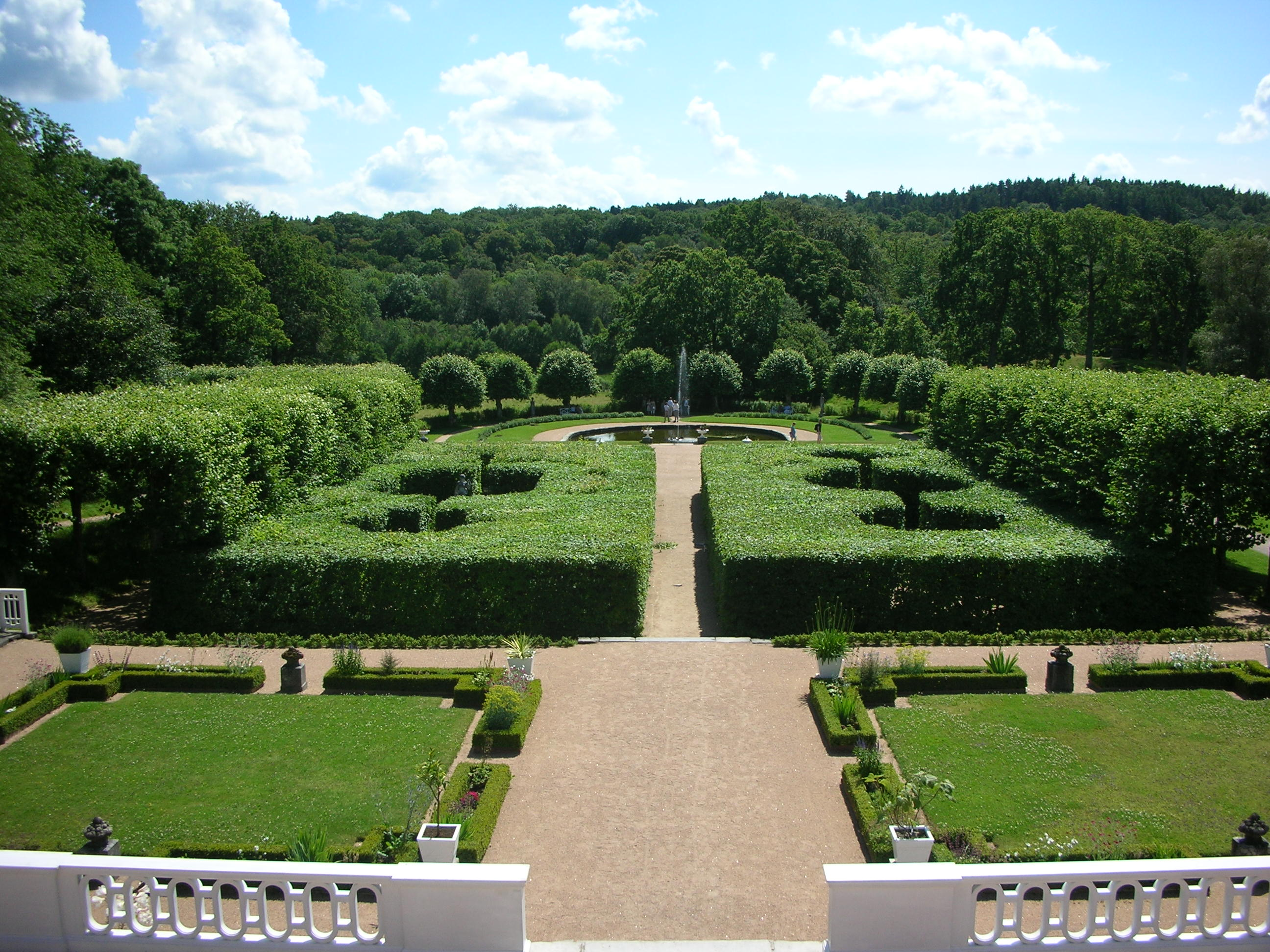
O parque do palácio

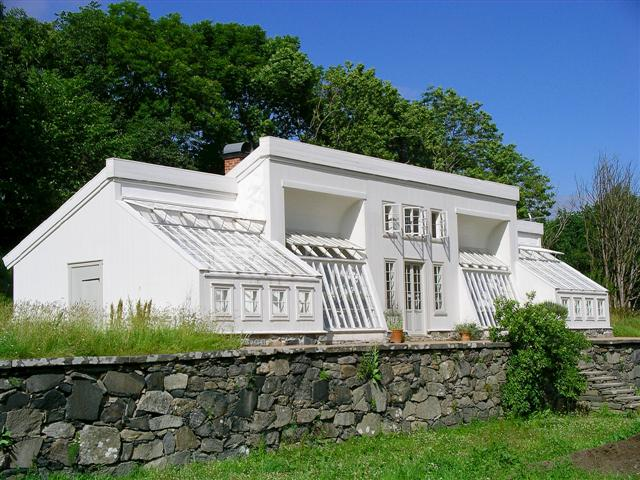
Estufa do palácio
construída mais tarde

O Palácio de Gunnebo – Gunnebo Slott – é um palácio da Suécia, situado na comuna de Mölndal, a 8 km a sudeste de Gotemburgo, localizado entre os lagos Stensjön e Rådasjön.
Foi construído nos fins do séc. XVIII, pelo arquiteto C W Carlberg, em estilo neoclássico franco-italiano, como residência de verão da família de John Hall, e foi declarado monumento público e adquirido pela Comuna de Mölndal em 1949.
Hoje em dia, está aberto ao público, sendo uma importante atração turística.
Pertencem ao palácio, uma estufa, uns jardins e um parque em estilo inglês, onde se realizam eventos musicais e espetáculos de teatro.